# Котанджян, Тигран Корюнович
Тигран Корюнович Котанджян (род. 1 сентября 1981) — армянский шахматист, гроссмейстер (2006).

## Биография
Научился играть в шахматы благодаря деду. С девяти лет он начал посещать шахматную секцию им. Тиграна Петросяна.
1999 — стал чемпионом Армении среди юношей до 18 лет.
2003 — стал международным мастером.
2006 — выполнил норму гроссмейстера.
2008 — стал победителем открытого турнира в Бейруте.
2009 — победитель Дубай-Опен.
2010 — победитель Мемориала Карена Асряна; разделил 1—2 места на 67-м чемпионате Армении, но проиграл в дополнительных партиях Карену Асряну 0-2; разделил 1—3 места в Fajr Open.
2014 — набрав 6,5 балла на 74-м чемпионате Армении, стал чемпионом Армении 2014 года, заняв единственное вакантное место в сборной Армении. В конце года участвовал во Всемирной олимпиаде в Норвегии в Тромсе, где сыграл одну партию, в которой победил противника из Японии.

## Изменения рейтинга
| Графики недоступны из-за технических проблем. См. информацию на Фабрикаторе и на mediawiki.org. |